# Ревнивцев, Михаил Геннадьевич
Михаи́л Генна́дьевич Ревни́вцев (3 мая 1974, Тольятти, Куйбышевская область, РСФСР — 23 ноября 2016) — российский астрофизик, доктор физико-математических наук, профессор РАН.
Автор более ста статей в ведущих международных журналах и журналах РАН. Он стал доктором физико-математических наук в 32 года и входил в число наиболее цитируемых учёных страны: по данным за 2011 год, его индекс цитирования по базам Web of Science равен 2502.

## Биография
В 1991 году поступил в Московский физико-технический институт на кафедру космической физики.
С 1995 года начал работать в Институте космических исследований РАН в отделе астрофизики высоких энергий.
В 1997 году с отличием закончил МФТИ и поступил в аспирантуру Института космических исследований РАН; в 1999 году успешно защитил кандидатскую диссертацию, а в 2006 году — докторскую.
Занимался анализом данных наблюдений рентгеновской и гамма-обсерватории «Интеграл», а также работал с данными российско-турецкого телескопа РТТ-150.
Кроме того, он вёл активную работу со студентами и аспирантами, проходящими дипломную практику и работающими над диссертациями, в отделе астрофизики высоких энергий Института космических исследований РАН.
Являлся членом экспертного совета Фонда поддержки фундаментальной физики.
Умер после года борьбы с раковым заболеванием.

## Награды и звания

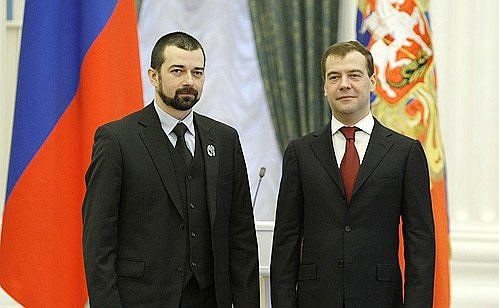
М. Г. Ревнивцев, 2 сентября 2009 г.

- 2006 — медаль имени Я. Б. Зельдовича Международного комитета по исследованию космического пространства за решение проблемы происхождения фонового рентгеновского излучения Галактики.
- 2009 — Лауреат премии Президента Российской Федерации 2008 года в области науки и инноваций для молодых учёных (за результаты научных исследований, вносящих существенный вклад в понимание природы галактических и внегалактических источников рентгеновского излучения).